# جرابلس تحتانی
جرابلس تحتانی (به عربی: جرابلس تحتانی) یک روستا در سوریه است که در ناحیه مرکز جرابلس واقع شده‌است. جرابلس تحتانی ۲٬۱۷۰ نفر جمعیت دارد.